# Logos

Scrierea greacă a cuvântului logos

Logosul (în greacă: λόγος, din λέγω, "lego", eu spun) este un termen folosit în filozofia antică pentru a denumi „ordinea” sau „rațiunea cosmică”, altfel spus, realitatea preexistentă a lucrurilor. Ulterior, noțiunea a fost utilizată pentru a descrie facultatea rațiunii umane și cunoștințele pe care oamenii le dețineau cu privire la lume și la ei înșiși.
Ulterior, semnificația termenului s-a îmbogățit, astfel că la Heraclit devine principiul ordinii și al cunoașterii.
La Aristotel, logosul era acel discurs rațional, acel argument din zona retoricii.
În perioada elenismului iudaic, Philon din Alexandria adoptă termenul și în filozofia ebraică.
Mai departe, la creștini, logosul este esența divinității, astfel că Iisus reprezintă logosul întruchipat.
La sufism, conceptul de logos sugerează antiteza dintre non-creat (divinitate) și creat (om).
În cadrul acestui curent islamic, atât Iisus cât și Mahomed reprezintă întrupări ale logosului.
La Carl Gustav Jung, contradicția dintre logos și eros este echivalentul antitezei dintre știință și misticism, dintre rațiune și imaginație sau dintre activitate psihică conștientă și inconștientă.

## Retorica
Jeanne Fahnestock descrie logosul ca pe o premisă.  Succesul retoricului, în opinia ei, se reduce la „anumite obiecte de acord ... între argument și public”.  „Logosul este un apel logic, iar termenul logică este derivat din acesta. În mod normal este folosit pentru a descrie fapte și cifre care susțin subiectul vorbitorului.”